# Lonicera collettii
Lonicera collettii är en kaprifolväxtart som beskrevs av George King. Lonicera collettii ingår i släktet tryar, och familjen kaprifolväxter. Inga underarter finns listade i Catalogue of Life.